# Critters 2
Série Critters
Critters
(1986) Critters 3
(1991)
Pour plus de détails, voir Fiche technique et Distribution.
Critters 2 (Critters 2: The Main Course) est un film américain réalisé par Mick Garris, sorti en 1988.
Il s'agit du deuxième volet d'une série de cinq films : Critters (série de films)

## Synopsis
Deux ans après le carnage commis par les Critters à Grover's Bend, Brad Brown est de retour en ville pour les vacances de Pâques, lui qui n'est encore jamais revenu à la suite de l'attaque de la ferme de sa famille. Mais les Critters avaient laissé des œufs lors de leur première venue... Et ceux-ci sont confondus avec des œufs de Pâques par les habitants. Les créatures poilues et affamées envahissent à nouveau les rues de la ville !

## Fiche technique
- Titre français : Critters 2
- Titre original : Critters 2 : The Main Course
- Réalisation : Mick Garris
- Scénario : David Twohy & Mick Garris
- Musique : Nicholas Pike
- Photographie : Russell Carpenter
- Montage : Charles Bornstein
- Production : Barry Opper (de)
- Sociétés de production : New Line Cinema & Sho Films
- Société de distribution : New Line Cinema
- Pays :  États-Unis
- Langue: Anglais
- Format : Couleurs - 1,85:1 - Stéréo - 35 mm
- Budget : 4,5 millions de dollars
- Genre : Comédie, Horreur, Science-fiction
- Durée : 93 min
- Date de sortie : 29 avril 1988 (États-Unis)

## Distribution
- Scott Grimes : Brad Brown
- Liane Curtis (en) : Megan Morgan
- Don Keith Opper (en) : Charlie
- Barry Corbin : Harv
- Herta Ware : Nana
- Lin Shaye : Sal
- Sam Anderson : M. Morgan
- Terrence Mann : Ug
- Tom Hodges (en) : Wesley
- Douglas Rowe (en) : Quigley
- Lindsay Parker (en) : Cindy
- David Ursin : Le shérif Corwin
- Roxanne Kernohan : Lee
- Frank Birney : Le révérend Fisher
- Eddie Deezen : Le responsable de chez 'Hungry Heifer'

## Autour du film
- Le tournage s'est déroulé du 8 septembre au 4 novembre 1987 à Santa Clarita, en Californie.
- Critters 2 est le premier film cinéma de Mick Garris, cinéaste qui réalisa par la suite de nombreux films d'horreur tels que Psychose 4 (1990), La Nuit déchirée (1992), Le Fléau (1994) ou Désolation (2006).
- Le spécialiste des effets spéciaux Rob Bottin (Piranhas, Fog, The Thing, Total Recall…) fut un temps pressenti pour réaliser le film[1].
- Première collaboration entre Mick Garris et le compositeur Nicholas Pike, les deux hommes retravailleront ensemble sur La Nuit déchirée (1992), Shining (1997), L'Expérience fatale (en) (1998), Juge et coupable ? (2001), Riding the Bullet (2004) et Désolation (2006).
- Du premier opus, seuls les personnages de Brad Brown, Charlie, Ug, Sally et Harv sont de retour pour ce second volet. Si les quatre premiers nommés sont une nouvelle fois incarnés par les mêmes acteurs, le shérif Harv, jadis campé par M. Emmet Walsh, est cette fois-ci joué par un autre comédien, à savoir Barry Corbin.

## Bande originale
| 1. Primordial Planet 2. Grover's Bend 3. Charlie Thinkin' 4. Quigley Killed 5. Brad in the Attic 6. Nana's House 7. Critters at Burger Plant 8. Easter Morning 9. Bunny Attack 10. Spaceship Landing 11. Critter Convention 12. Transform to Playmate 13. Nana's Critters | 14. It's Me, Brad 15. Critter at Gazette 16. Transform to Nerd 17. Rectory 18. Cheesehead Gets It 19. Ug Loses It 20. Setting the Trap 21. Night 22. Victory Romance 23. Critters Roll 24. Grover's Bend Farewell 25. Finale |

La chanson qui est diffusée dans le restaurant durant le film, dans un style bien "country", est interprétée par Cynthia Garris - Hungry Heifer.

## Distinctions
- Prix de la meilleure bande originale de film, lors du Festival international du film de Catalogne en 1988.
- Nomination au prix du meilleur film, lors du festival Fantasporto en 1989.
- Nomination au prix des meilleurs maquillages pour R. Christopher Biggs et Sheri Short, par l'Académie des films de science-fiction, fantastique et horreur en 1990.